# Чашечный камень

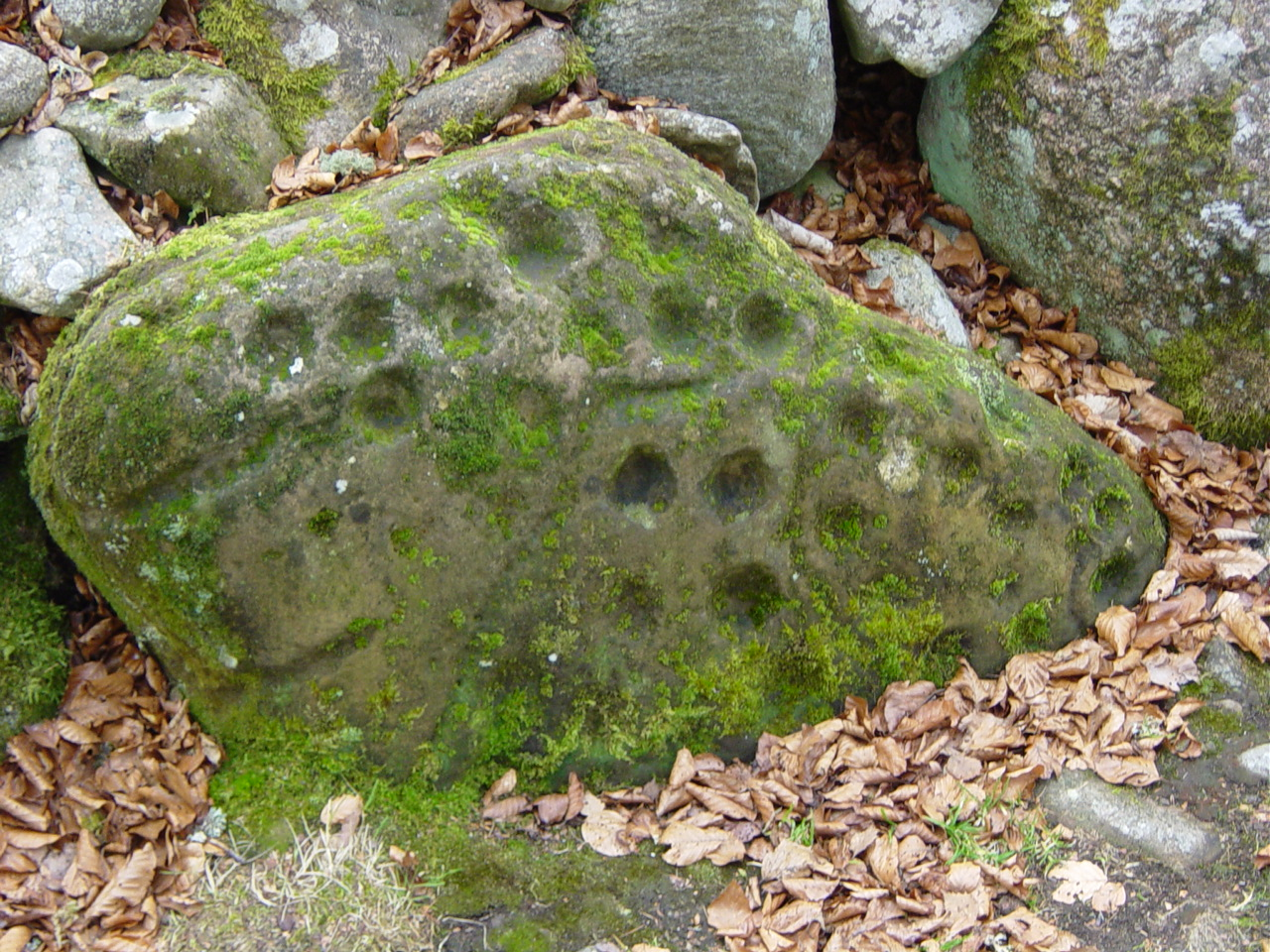
Чашечный камень в каирне Clava. Бронзовый век. Шотландия

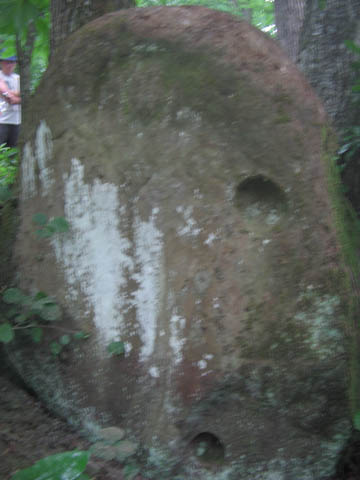
Чашечный камень с двумя лунками в урочище Три дуба. Западный Кавказ

Чашечный камень, чашечник — вид культовых каменных объектов, представляющих собой камень с одним или несколькими лунками или чашевидными знаками. Использовались с эпохи позднего палеолита и до Средневековья. Это может быть выступ скалы или отдельно стоящий валун. Он также может находиться в каком-либо сооружении, например, в каирне или дольмене. Имеются почти по всему миру. В России распространены, в частности, на Среднерусской равнине и на Кавказе.
Выемка может находиться как на горизонтальной поверхности камня, так и на его вертикальных поверхностях. Часто несколько лунок делались на одном камне. Западнокавказские чашечные камни относят к дольменной культуре.
Отдельную категорию представляют камни с очень крупными углублениями, иногда корытообразной формы, например, Кудепстинский культовый камень в районе Сочи.